# Seven Sudamericano Femenino 2017 (Villa Carlos Paz)
El Seven Sudamericano Femenino de 2017 fue la decimotercera edición del principal torneo femenino de rugby 7 de Sudamérica Rugby y el primero de los dos jugados ese año.
En esta oportunidad se desarrolló en las instalaciones de Carlos Paz Rugby Club de la provincia de Córdoba, Argentina. El torneo otorgó un cupo para el Seven de Las Vegas 2017 y dos para el de Hong Kong 2018, Brasil no compitió por estos premios.

## Equipos participantes
- Selección femenina de rugby 7 de Argentina (Las Pumas)
- Selección femenina de rugby 7 de Brasil (Las Tupís)
- Selección femenina de rugby 7 de Chile (Las Cóndores)
- Selección femenina de rugby 7 de Colombia (Las Tucanes)
- Selección femenina de rugby 7 de Paraguay (Las Yacarés)
- Selección femenina de rugby 7 de Perú (Las Tumis)
- Selección femenina de rugby 7 de Uruguay (Las Teras)
- Selección femenina de rugby 7 de Venezuela (Las Orquídeas)

## Fase clasificatoria

### Grupo A
| Pos. | Equipo    | Encuentros | Encuentros | Encuentros | Encuentros | Tantos  | Tantos    | Tantos     | Puntos |
| Pos. | Equipo    | jugados    | ganados    | empatados  | perdidos   | a favor | en contra | diferencia | Puntos |
| ---- | --------- | ---------- | ---------- | ---------- | ---------- | ------- | --------- | ---------- | ------ |
| 1    | Brasil    | 3          | 3          | 0          | 0          | 128     | 0         | + 128      | 9      |
| 2    | Paraguay  | 3          | 2          | 0          | 1          | 56      | 50        | + 6        | 7      |
| 3    | Venezuela | 3          | 1          | 0          | 2          | 37      | 41        | - 4        | 5      |
| 4    | Uruguay   | 3          | 0          | 0          | 3          | 0       | 130       | - 130      | 3      |

Nota: Se otorgan 3 puntos al equipo que gane un partido, 1 al que empate y 0 al que pierda
|  | Se elimina con el 4º del grupo B |

|  | Se elimina con el 3º del grupo B |

|  | Se elimina con el 2º del grupo B |

|  | Se elimina con el 1º del grupo B |

#### Resultados
| 18 de febrero, 13:00 | Paraguay | 10 - 5 | Venezuela | Carlos Paz Rugby Club, Villa Carlos Paz |  |

| 18 de febrero, 13:22 | Brasil | 52 - 0 | Uruguay | Carlos Paz Rugby Club, Villa Carlos Paz |  |

| 18 de febrero, 15:30 | Venezuela | 32 - 0 | Uruguay | Carlos Paz Rugby Club, Villa Carlos Paz |  |

| 18 de febrero, 15:52 | Brasil | 45 - 0 | Paraguay | Carlos Paz Rugby Club, Villa Carlos Paz |  |

| 18 de febrero, 17:45 | Paraguay | 46 - 0 | Uruguay | Carlos Paz Rugby Club, Villa Carlos Paz |  |

| 18 de febrero, 18:07 | Brasil | 31 - 0 | Venezuela | Carlos Paz Rugby Club, Villa Carlos Paz |  |

### Grupo B
| Pos. | Equipo    | Encuentros | Encuentros | Encuentros | Encuentros | Tantos  | Tantos    | Tantos     | Puntos |
| Pos. | Equipo    | jugados    | ganados    | empatados  | perdidos   | a favor | en contra | diferencia | Puntos |
| ---- | --------- | ---------- | ---------- | ---------- | ---------- | ------- | --------- | ---------- | ------ |
| 1    | Argentina | 3          | 3          | 0          | 0          | 77      | 10        | + 67       | 9      |
| 2    | Colombia  | 3          | 2          | 0          | 1          | 71      | 31        | + 40       | 7      |
| 3    | Chile     | 3          | 1          | 0          | 2          | 21      | 67        | - 46       | 5      |
| 4    | Perú      | 3          | 0          | 0          | 3          | 17      | 78        | - 61       | 3      |

Nota: Se otorgan 3 puntos al equipo que gane un partido, 1 al que empate y 0 al que pierda
|  | Se elimina con el 4º del grupo A |

|  | Se elimina con el 3º del grupo A |

|  | Se elimina con el 2º del grupo A |

|  | Se elimina con el 1º del grupo A |

#### Resultados
| 18 de febrero, 13:44 | Colombia | 38 - 7 | Chile | Carlos Paz Rugby Club, Villa Carlos Paz |  |

| 18 de febrero, 14:06 | Argentina | 31 - 10 | Perú | Carlos Paz Rugby Club, Villa Carlos Paz |  |

| 18 de febrero, 16:14 | Colombia | 33 - 7 | Perú | Carlos Paz Rugby Club, Villa Carlos Paz |  |

| 18 de febrero, 16:36 | Argentina | 29 - 0 | Chile | Carlos Paz Rugby Club, Villa Carlos Paz |  |

| 18 de febrero, 18:29 | Chile | 14 - 0 | Perú | Carlos Paz Rugby Club, Villa Carlos Paz |  |

| 18 de febrero, 18:51 | Argentina | 17 - 0 | Colombia | Carlos Paz Rugby Club, Villa Carlos Paz |  |

## Fase eliminatoria
|  | Quinto puesto        | Quinto puesto        |                      |      | Crossover            | Crossover            |                      |                      | Cuartos de final     | Cuartos de final |          |        | Semifinales          | Semifinales          |  |  | Final                | Final                |
|  |                      |                      |                      |      |                      |                      |                      |                      |                      |                  |          |        |                      |                      |  |  |                      |                      |
|  |                      |                      |                      |      |                      |                      |                      |                      | 19 de febrero, 14:06 |                  |          |        |                      |                      |  |  |                      |                      |
|  |                      |                      |                      |      |                      |                      |                      |                      |                      |                  |          |        |                      |                      |  |  |                      |                      |
|  | 19 de febrero, 18:07 | 19 de febrero, 18:07 |                      |      | 19 de febrero, 15:52 | 19 de febrero, 15:52 |                      |                      | Brasil               | 53               |          |        | 19 de febrero, 16:36 | 19 de febrero, 16:36 |  |  | 19 de febrero, 18:51 | 19 de febrero, 18:51 |
|  | 19 de febrero, 18:07 | 19 de febrero, 18:07 |                      |      | 19 de febrero, 15:52 | 19 de febrero, 15:52 |                      |                      | Brasil               | 53               |          |        | 19 de febrero, 16:36 | 19 de febrero, 16:36 |  |  | 19 de febrero, 18:51 | 19 de febrero, 18:51 |
|  | 19 de febrero, 18:07 | 19 de febrero, 18:07 |                      |      | 19 de febrero, 15:52 | 19 de febrero, 15:52 | Perú                 | 0                    |                      |                  |          |        | 19 de febrero, 16:36 | 19 de febrero, 16:36 |  |  | 19 de febrero, 18:51 | 19 de febrero, 18:51 |
|  | 19 de febrero, 18:07 | 19 de febrero, 18:07 |                      | Perú | 10                   |                      | Perú                 | 0                    |                      |                  |          | Brasil | 32                   |                      |  |  | 19 de febrero, 18:51 | 19 de febrero, 18:51 |
|  | 19 de febrero, 18:07 | 19 de febrero, 18:07 | 19 de febrero, 13:44 | Perú | 10                   |                      |                      |                      |                      |                  |          | Brasil | 32                   |                      |  |  | 19 de febrero, 18:51 | 19 de febrero, 18:51 |
|  | 19 de febrero, 18:07 | 19 de febrero, 18:07 |                      |      | Venezuela            | 27                   |                      |                      | Colombia             | 0                |          |        |                      |                      |  |  | 19 de febrero, 18:51 | 19 de febrero, 18:51 |
|  | 19 de febrero, 18:07 | 19 de febrero, 18:07 | Colombia             | 10   | Venezuela            | 27                   |                      |                      | Colombia             | 0                |          |        |                      |                      |  |  | 19 de febrero, 18:51 | 19 de febrero, 18:51 |
|  | 19 de febrero, 18:07 | 19 de febrero, 18:07 | Colombia             | 10   |                      |                      |                      |                      |                      |                  |          |        |                      |                      |  |  | 19 de febrero, 18:51 | 19 de febrero, 18:51 |
|  | 19 de febrero, 18:07 | 19 de febrero, 18:07 |                      |      | Venezuela            | 7                    |                      |                      |                      |                  |          |        |                      |                      |  |  | 19 de febrero, 18:51 | 19 de febrero, 18:51 |
|  | Venezuela            | 24                   |                      |      | Venezuela            | 7                    | Brasil               | 31                   |                      |                  |          |        |                      |                      |  |  |                      |                      |
|  | Venezuela            | 24                   | 19 de febrero, 13:00 |      |                      |                      | Brasil               | 31                   |                      |                  |          |        |                      |                      |  |  |                      |                      |
|  | Chile                | 0                    |                      |      | Argentina            | 12                   |                      |                      |                      |                  |          |        |                      |                      |  |  |                      |                      |
|  | Chile                | 0                    | Paraguay             | 19   | Argentina            | 12                   |                      |                      |                      |                  |          |        |                      |                      |  |  |                      |                      |
|  |                      |                      | Paraguay             | 19   | 19 de febrero, 15:30 | 19 de febrero, 15:30 | 19 de febrero, 16:14 | 19 de febrero, 16:14 |                      |                  |          |        |                      |                      |  |  |                      |                      |
|  |                      |                      | Chile                | 0    | 19 de febrero, 15:30 | 19 de febrero, 15:30 | 19 de febrero, 16:14 | 19 de febrero, 16:14 |                      |                  |          |        |                      |                      |  |  |                      |                      |
|  | Séptimo puesto       | Séptimo puesto       | Chile                | 0    | Chile                | 14                   |                      |                      |                      |                  | Paraguay | 0      | Tercer puesto        | Tercer puesto        |  |  |                      |                      |
|  | Séptimo puesto       | Séptimo puesto       | 19 de febrero, 13:22 |      | Chile                | 14                   |                      |                      |                      |                  | Paraguay | 0      | Tercer puesto        | Tercer puesto        |  |  |                      |                      |
|  | 19 de febrero, 17:45 | 19 de febrero, 17:45 |                      |      | Uruguay              | 0                    |                      |                      | Argentina            | 36               |          |        | 19 de febrero, 18:29 | 19 de febrero, 18:29 |  |  |                      |                      |
|  | Perú                 | 24                   | Argentina            | 31   | Uruguay              | 0                    | Colombia             | 5                    | Argentina            | 36               |          |        |                      |                      |  |  |                      |                      |
|  | Perú                 | 24                   | Argentina            | 31   |                      |                      | Colombia             | 5                    |                      |                  |          |        |                      |                      |  |  |                      |                      |
|  | Uruguay              | 0                    |                      |      | Uruguay              | 7                    |                      |                      | Paraguay             | 0                |          |        |                      |                      |  |  |                      |                      |
|  | Uruguay              | 0                    |                      |      | Uruguay              | 7                    |                      |                      | Paraguay             | 0                |          |        |                      |                      |  |  |                      |                      |

### Resultados
Cuartos de final
| 19 de febrero, 13:00 | Paraguay | 19 - 0 | Chile | Carlos Paz Rugby Club, Villa Carlos Paz |  |

| 19 de febrero, 13:22 | Argentina | 31 - 7 | Uruguay | Carlos Paz Rugby Club, Villa Carlos Paz |  |

| 19 de febrero, 13:44 | Colombia | 10 - 7 | Venezuela | Carlos Paz Rugby Club, Villa Carlos Paz |  |

| 19 de febrero, 14:06 | Brasil | 53 - 0 | Perú | Carlos Paz Rugby Club, Villa Carlos Paz |  |

Semifinales copa de bronce
| 19 de febrero, 15:30 | Chile | 14 - 0 | Uruguay | Carlos Paz Rugby Club, Villa Carlos Paz |  |

| 19 de febrero, 15:52 | Venezuela | 27 - 10 | Perú | Carlos Paz Rugby Club, Villa Carlos Paz |  |

Semifinales copa de oro
| 19 de febrero, 16:14 | Paraguay | 0 - 36 | Argentina | Carlos Paz Rugby Club, Villa Carlos Paz |  |

| 19 de febrero, 16:36 | Colombia | 0 - 32 | Brasil | Carlos Paz Rugby Club, Villa Carlos Paz |  |

Séptimo puesto
| 19 de febrero, 17:45 | Uruguay | 0 - 24 | Perú | Carlos Paz Rugby Club, Villa Carlos Paz |  |

Copa de bronce
| 19 de febrero, 18:07 | Chile | 0 - 24 | Venezuela | Carlos Paz Rugby Club, Villa Carlos Paz |  |

Copa de plata
| 19 de febrero, 18:29 | Paraguay | 0 - 5 | Colombia | Carlos Paz Rugby Club, Villa Carlos Paz |  |

Copa de oro
| 19 de febrero, 18:51 | Argentina | 12 - 31 | Brasil | Carlos Paz Rugby Club, Villa Carlos Paz |  |

| Bandera de Brasil |
| Campeón Brasil    |
| Duodécimo título  |

## Posiciones finales
| Posición | Selección |
| -------- | --------- |
| 1        | Brasil    |
| 2        | Argentina |
| 3        | Colombia  |
| 4        | Paraguay  |
| 5        | Venezuela |
| 6        | Chile     |
| 7        | Perú      |
| 8        | Uruguay   |